# Aegeria culiciformis
Aegeria culiciformis is een vlinder uit de familie van de wespvlinders (Sesiidae). De wetenschappelijke naam is gepubliceerd in 1758 door Linnaeus in de tiende editie van Systema naturae.